# Villapalacios
Villapalacios é um município da Espanha na província de Albacete, comunidade autónoma de Castilla-La Mancha, de área 87,31 km² com população de 760 habitantes (2004) e densidade populacional de 8,70 hab/km².

## Demografia
| Variação demográfica do município entre 1991 e 2004 | Variação demográfica do município entre 1991 e 2004 | Variação demográfica do município entre 1991 e 2004 | Variação demográfica do município entre 1991 e 2004 |
| --------------------------------------------------- | --------------------------------------------------- | --------------------------------------------------- | --------------------------------------------------- |
| 1991                                                | 1996                                                | 2001                                                | 2004                                                |
| 1019                                                | 908                                                 | 748                                                 | 760                                                 |